# Монтротье (замок)
Монтротье (фр. Château de Montrottier, [mɔ̃tʁɔtje]) — средневековый каменный замок, возведённый в XIII веке. Расположен в коммуне Лованьи, в департаменте Верхняя Савойя, в историческом регионе Овернь — Рона — Альпы, Франция. Замок находится в десяти километрах к западу от города Анси, недалеко от природного парка «ущелий Фьер», Признан властями Франции охраняемым памятником архитектуры. По своему типу относится к замкам на вершине.

## Расположение
Замок Монтротье расположен в так называемом Савойском форланде, живописном регионе в предгорьях Альп. Сооружение построено на холме, который возвышается на высоте 445 метров над уровнем моря. Крепость находится в стратегически важном месте, которое с древних времён позволяло контролировать окружающую долину. С тропы, ведущей к замку, открываются захватывающие виды на холмистую местность и горы. В хорошую погоду можно разглядеть озеро Анси и вершину Монблана. Монтротье возведён на скалистой вершине, которую окаймляет старое руслом Фьер. В древности неподалёку располагалась переправой через реку на дороге, соединяющей Шамбери с Женевой. В Средние века при пароме существовал укреплённый пост и таможня.

## История

### Античность и Раннее Средневековье
Вероятно, ещё во времена Римской империи на месте нынешнего замка существовал пост легионеров. Возможно, в VIII веке, в эпоху Арабских завоеваний, когда мусульмане пытались завоевать Францию, здесь находилась сторожевая башня. Однако достоверных сведений об этом не сохранилось.

### Средние века

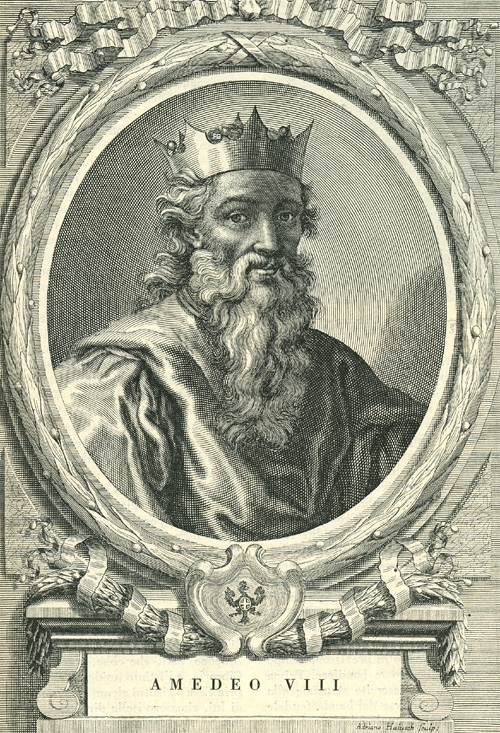
Изображение герцога Амадея VIII Миролюбивого

Ранняя крепость появилась на холме в этом месте в середине XIII века. В последующем она неоднократно реконструировалась, расширялась и модернизировалась.
Самое раннее письменное упоминание о замке относится к 1263 году. Тогда семья де Монтротье упоминается в документе, подписанном в Лованьи. Род де Монтротье получил окрестные земли в качестве феода либо от графов Женевских, либо от сеньоров Понтверрских. Скорее всего, тогда начались работы по строительству крепости. Всего через три года владение сменило собственника. Новыми хозяевами замка и поместья стали представители знатной семьи де Грези.
Род де Грези владел Монтретье более полутора веков. Однако в 1425 году замок перешёл в собственность герцога Амадея VIII Миролюбивого. Через два года он решил продать комплекс. Сохранился договор о покупке поместья со всеми постройками, заключённый 19 марта 1427 года. Новым хозяином замка стал Пьер де Ментон, судебный пристав (байли) Женевы, советник и посол Савойи в Париже с 1417 годуа, с 1432-го в Риме, а с 1441 — в Генуе. Покупка обошлась ему в 9000 флоринов. Это приобретение дало начало дворянской линии де Ментон-Монротье. Вскоре Пьер де Ментон провёл масштабные ремонт замка и реконструкцию его укреплений. Он умер в замке 31 марта 1455 года после тяжёлой травмы, полученной в Шамбери во время дуэли с Жаном де Компеем.

### ЭпохаРенессанса

Герб рода Ментон (дворянский род)

Семья де Ментон-Монтротье контролировал замок и поместье более 300 лет, вплоть до Великой Французской революции. За это время представители рода весьма преуспели в придании особого статуса своим владениям. В 1596 году земли были преобразованы в баронство. 1 июня 1632 года своей властью герцог Виктор Амадей I преобразовал их в графство. Таким образом, дворяне де Ментон-Монтротье обрели титул графов.

### XIX век

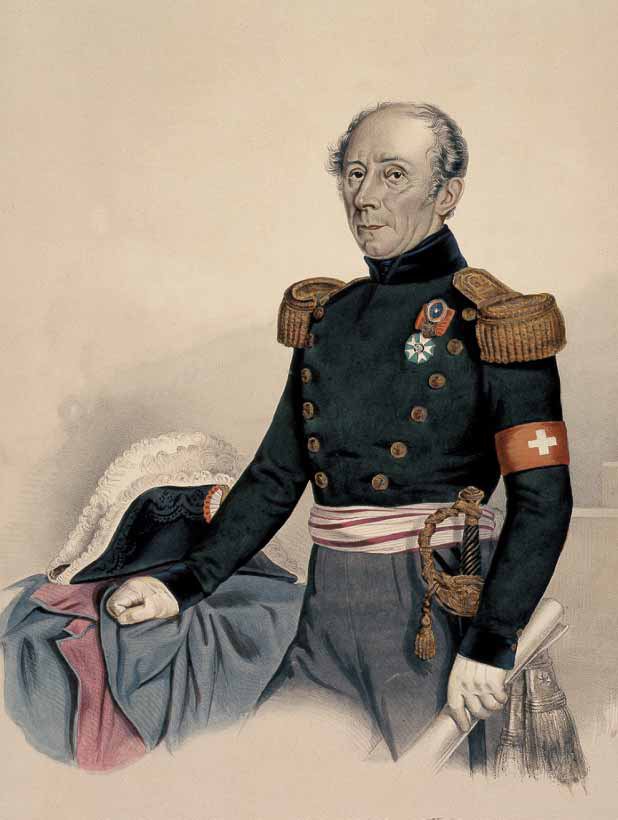
Портрет Гийома-Анри Дюфура

В 1796 году графство было продан как национальная собственность женевскому консорциуму. А вскоре замок и земли выкупил Бенедикт Дюфур. Он передал Монтротье в наследство своему сыну — знаменитому швейцарскому инженеру и офицеру Гийому-Анри Дюфуру. Семья Дюфур рассталась с замком в 1839 году. Комплекс выкупил барон Жюль де Роше. Его супруга затеяла серьёзную перестройку замка. Были проведены значительные работы по реуонструкции интерьеров. В частности, появилась роскошная парадная лестница.

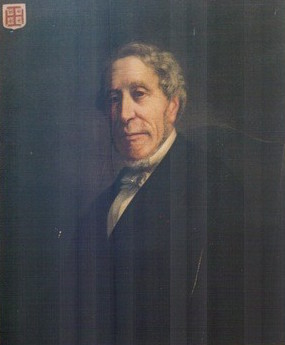
Портрет Фрережан, Виктор

В 1876 году Монтротье ещё раз сменил владельца. На этот раз комплекс купил Виктор Фрережан, богатый предприниматель, владелец сталелитейных мастерских, бывший президент Торговой палаты Лиона. Этот человек был весьма тщеславен. Он добился получения статуса кавалера ордена Почётного легиона и статуса офицера ордена Святого Гроба Господнего в Иерусалиме. Виктор Фрежеран не поскупился на очередную реконструкцию, чтобы интерьеры соответствовали положению владельца и поражали гостей изысканной роскошью. От него замок перешёл к сыну, Жоржу Фрежану.

### XX век

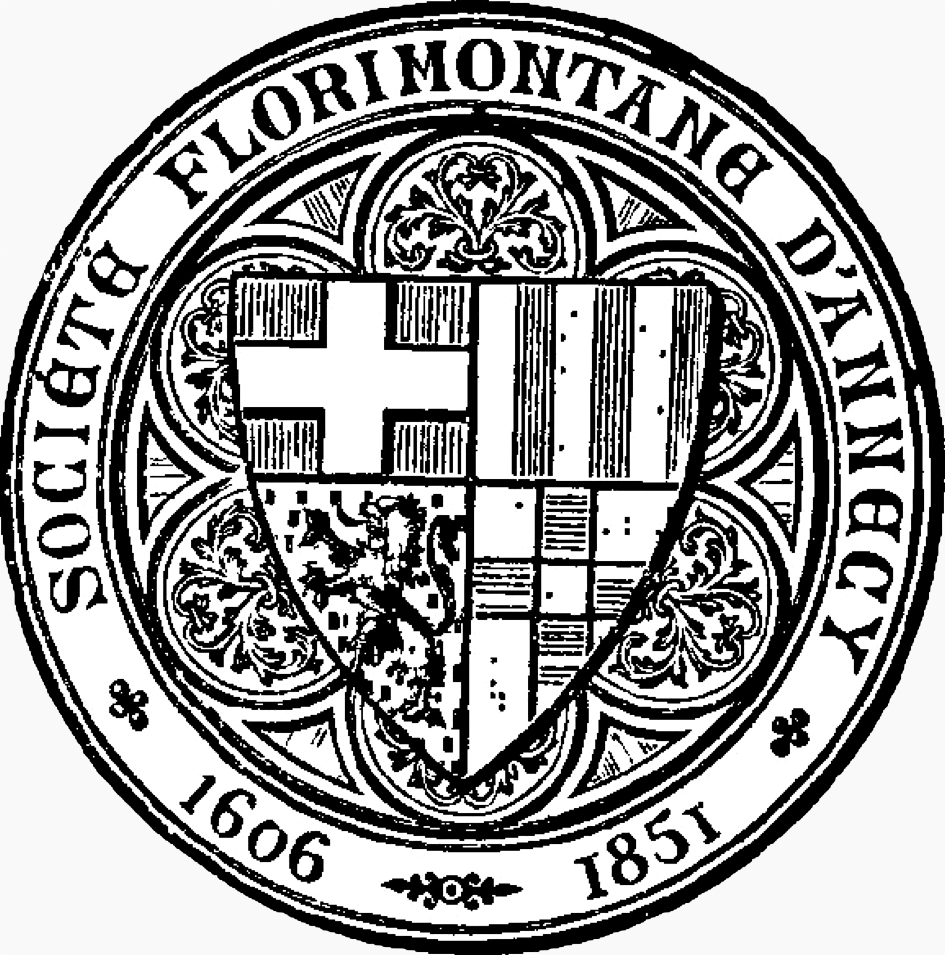
Печать Флоримонтанская академия XVII века

В 1906 году скончалась Мария-Луиза Маре, вдова Жоржа Фрежана. После этого собственность перешла во владение к её родному брату Леону Маре, известному коллекционеру предметов искусства. Он принял активное участие в деятельности возрождённой Флоримонтанской академии. Этому учреждению он хотел завещать поместье со всеми постройками. Леон Маре умер в замке 14 августа 1916 года. Из-за продолжавшейся Первой мировой войны процесс смены собственника затянулся.
Наконец в 1919 году поместье перешло во владение Академии. По инициативе этой структуры вскоре состоялось открытие замка для публики в виде особого музея. Здесь сформировались обширные и разнообразные коллекции живописи, предметов искусства, мебели и другие. Создатели музея под руководством первого хранителя Жозефа Серана постарались воплотить в жизнь всё, что написал в своём завещании Леон Маре. К счастью, постоянная экспозиция не пострадала во время немецкой оккупации во время Второй мировой войны.

## Описание

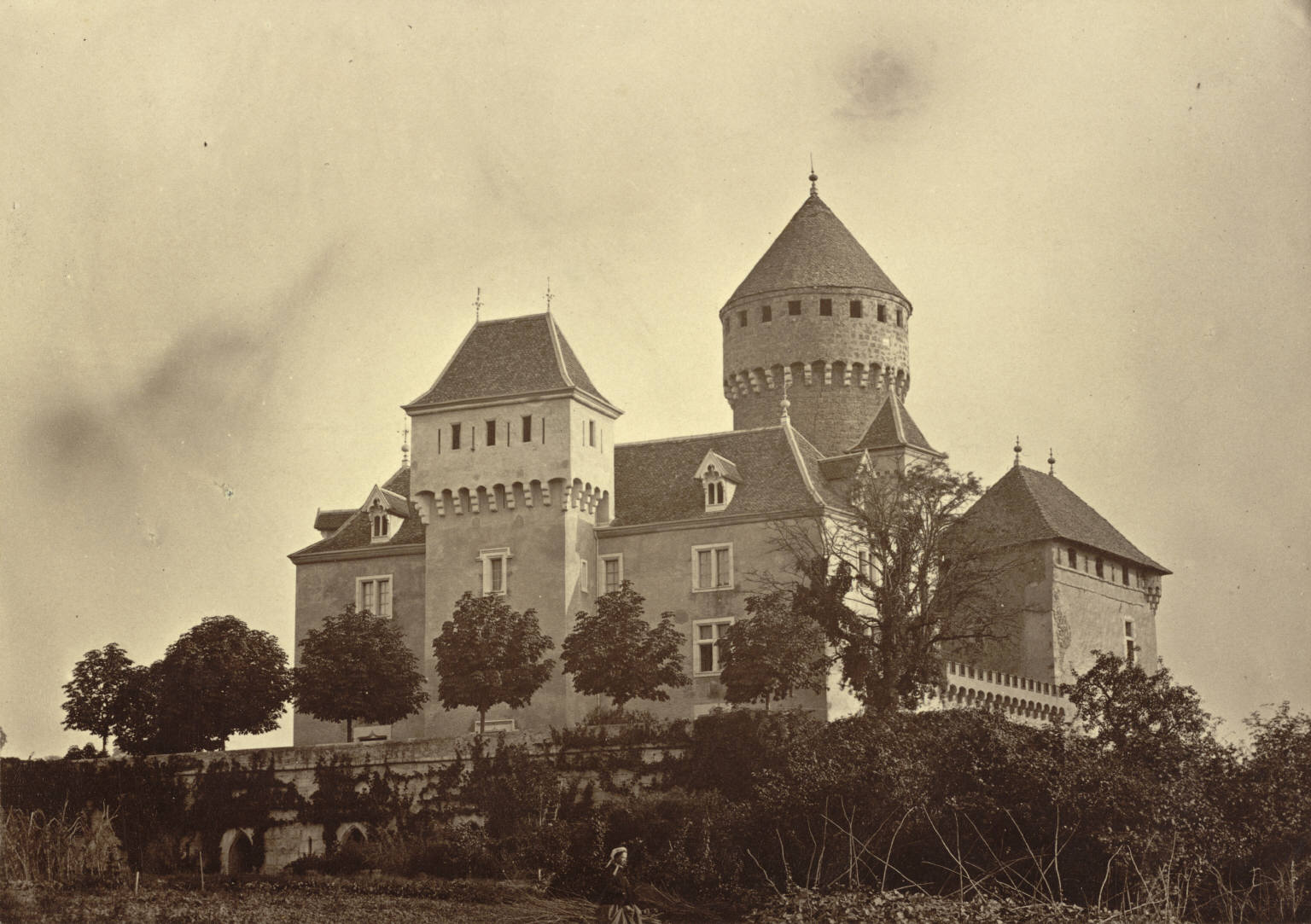
Замок на фотографии 1880-х годов

### Замковый комплекс
Монтротье представляет сбой сооружение, имеющее в основании форму симметричного пятиугольника. В целом он повторяет форму скалистой вершины. Причём в таком виде нижняя часть комплекса существует ещё с XIII века. В ту пору это была серьёзная крепость. С южной стороны подхлжы к ней защищали скалистые ущелья реки Фьер. В северной части возвели прочные стены и две высокие башни: цилиндрическую и квадратную. Свой современный вид они обрели в XV веке. Долгое время башни служили и как склады, и как жилые здания. Здесь же находились и помещения для солдат гарнизона. Данный ансамбль представляет собой прекрасный образец савойской средневековой архитектуры. Самые старые жилые комнаты, сохранившиеся до нынешнего столетия, также датируются XV веком. В некоторых местах можно увидеть даже каменную кладку и элементы отделки XIII века.

### Круглая башня

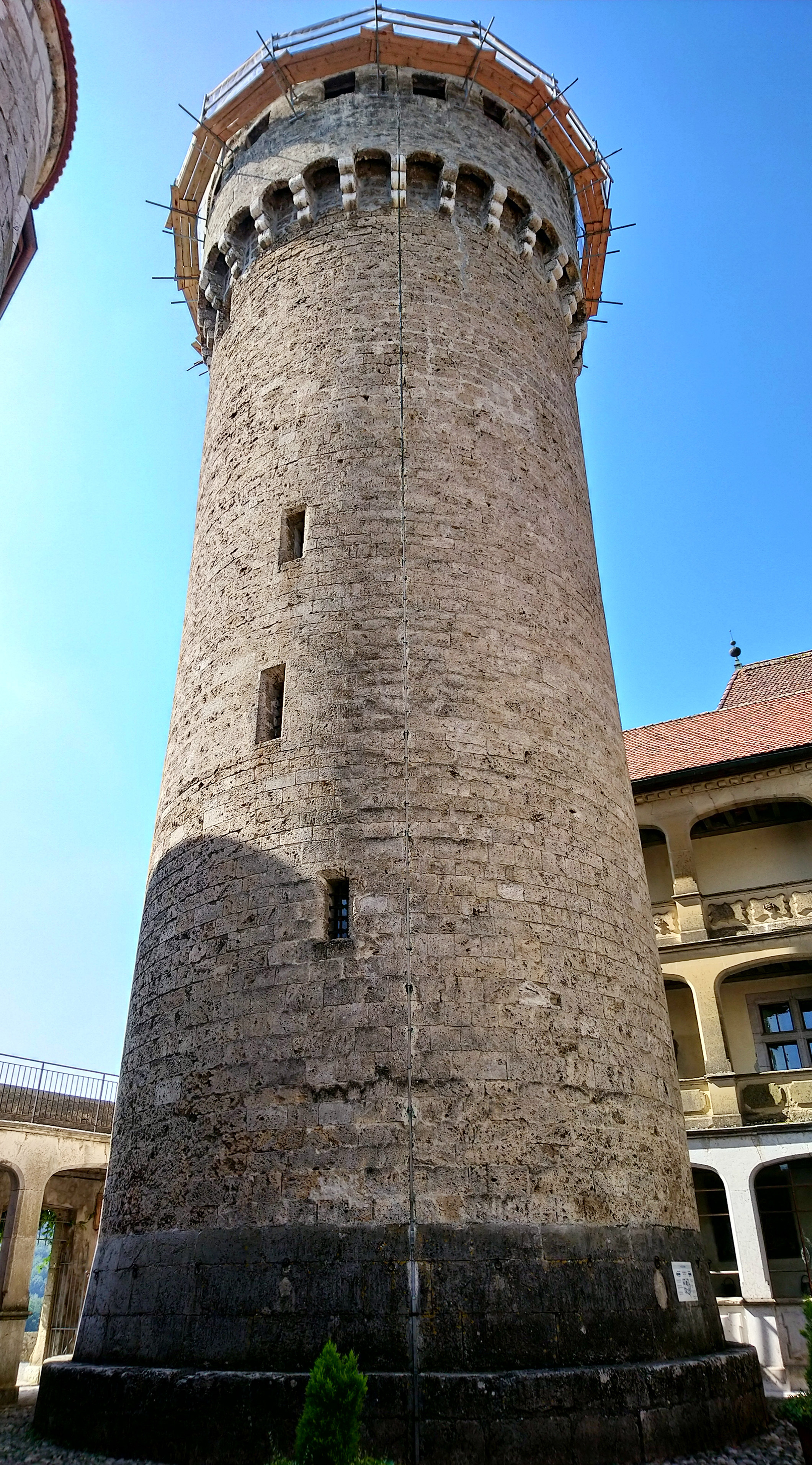
Круглая башня (донжон)

Изначально круглая башня выполняла роль донжона. Её построили около 1425 года из валунов, кирпича и гравия. Также использован туфовый щебень. Высота сооружения составляет 35,6 метра. Внутри имеется пять этажей. Толщина стен у основания, сложенного из крупных каменных блоков и имеющего форму слегка усеченного конуса, превышает три метра. В верхней части пристроены машикули (навесные бойницы).
До строительства отдельных жилых зданий попасть в круглую башню можно было только через высокий вход, находившийся на высоте четырёх метров над уровнем земли. В настоящее время в башню ведёт деревянный переход со второго этажа расположенного по соседству здания «Графский корпус». Подняться на самый верх можно по крутой лестнице из 87 ступеней. На последнем этаже устроена смотровая площадка, с которой открываются замечательные виды на окружающую местность.

### «Графский корпус» и «Кавалерский корпус»

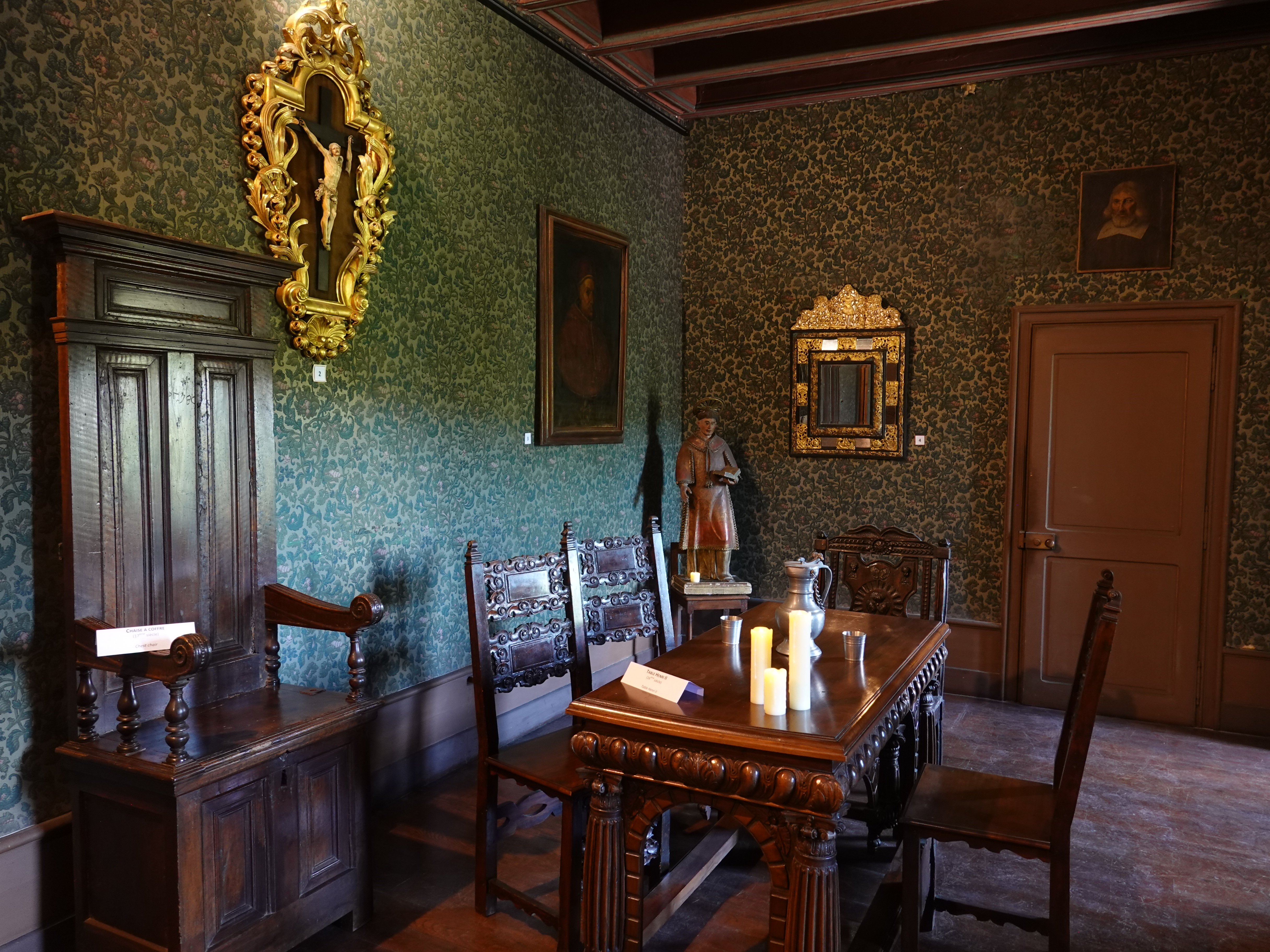
Кабинет XVIII века

По инициативе Пьера де Ментона появились два внушительных трёхэтажных здания «Графский корпус» и «Кавалерский корпус». Первый служил резиденцией хозяев замка, а во втором проживали родственники владельцев и важные гости. Свой современный облик они обрели в 1860 году после завершения реконструкции. Причём строители позаботились сохранить вид, характерный для архитектуры эпохи Ренессанса.
В самом большом корпусе находится «Рыцарский зал». Это просторное помещение выполняло в прежние времена функцию приёмного зала. Комната имеет размеры 8,5×17,5 метров. Толщина стен в этой части здания составляет 1,7 метра. Входная дверь украшена гербом рода де Ментон-Монтротье. Здесь интересный деревянный потолок, разделённый на 18 частей. Такая практика была модной в XIV и XV веках. Аналогичный потолок можно увидеть в знаменитом Шильонском замке.

### Внутренний двор
Внутри комплекса имеется небольшой открытый двор. Но ворота, ведущие в него, появились лишь в XIX веке. К тому времени Монтротье давно потерял значение фортификационного сооружения, и во время реконструкции с одной из стороны двор превратили в полуоткрытое пространство.

### Прямоугольная башня

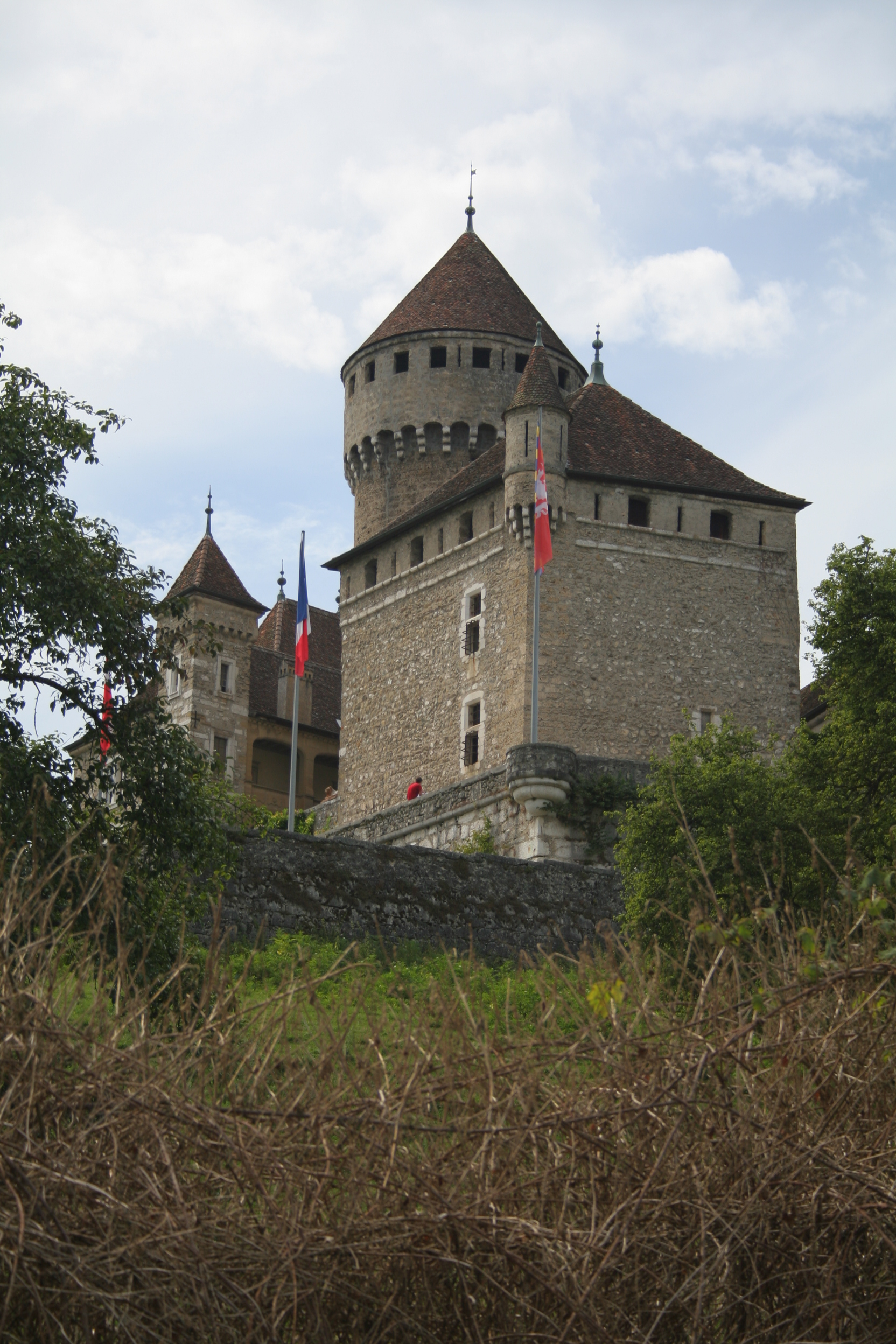
Квадратная башня

Башня, построенная для защиты ворот, ведущих в замок, появилась в XIV веке. С той поры её существенно перестроили. Но внешне она сохранилась в том же виде. Раньше здесь находились караульное помещение, арсенал, артиллерийские орудия и казармы. На втором этаже были устроены апартаменты командира гарнизона.

## Музейные коллекции

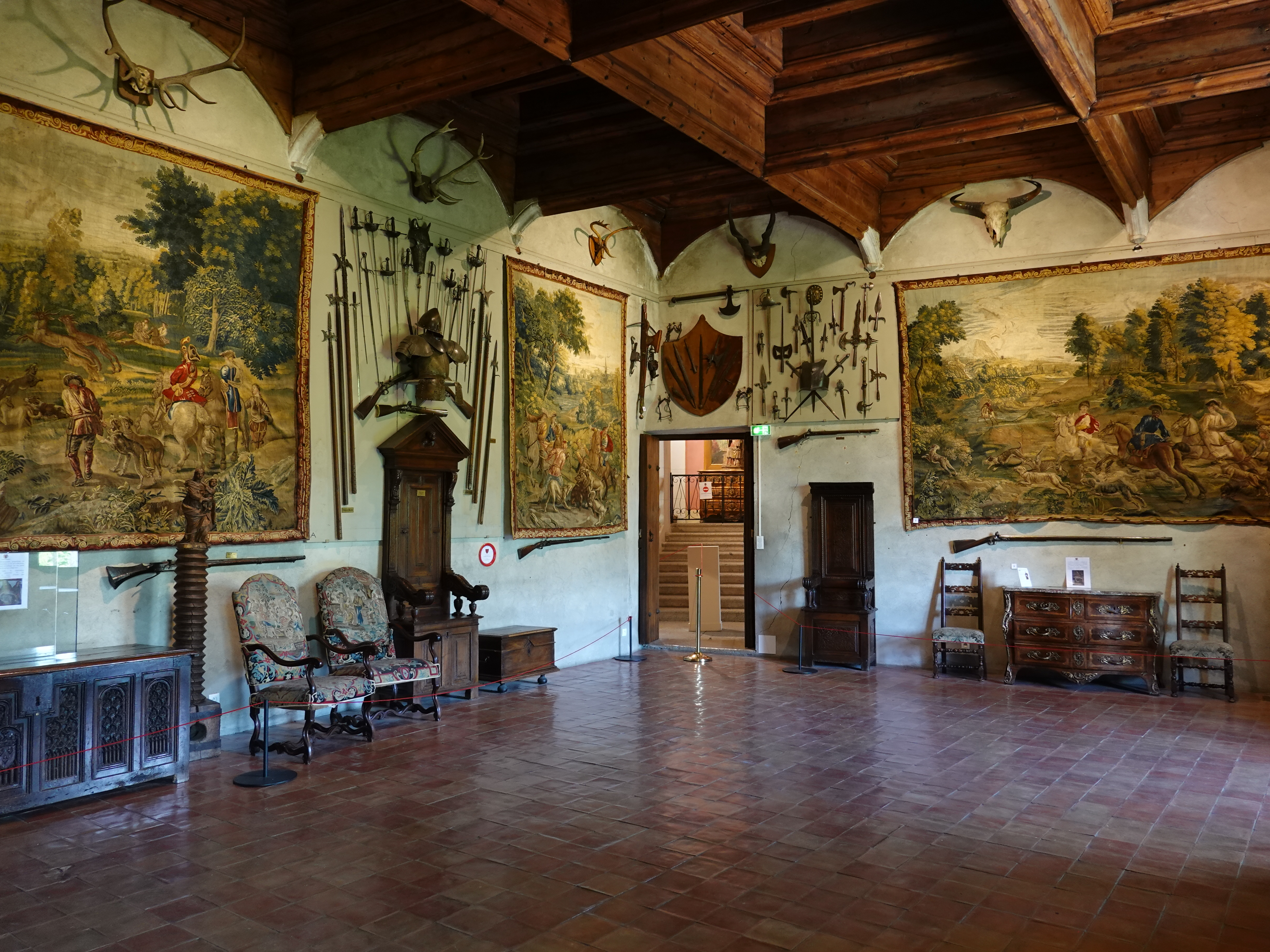
Гобелены из музейной коллекции

В замке хранятся обширные коллекции оружия и доспехов, глиняной посуды, фарфора, изделий из стекла, гобеленов (включая ценные фламандские гобелены), старинной мебели, кружев, а также коллекция уникальных предметов, доставленных с Дальнего Востока и Африки. Их собирал Леон Маре, которого многие считают величайшим собирателем редкостей конца XIX века. В 2003 году эта собрание получило сертификат «Музея Франции» в соответствии с законом от 4 января 2002 года о национальных музеях.
Среди прочих экспонатов особенно ценными считаются следующие:
- Четыре бронзовых барельефа эпохи немецкого Возрождения работы Петера и Ганса Вихеров, известных литейщиков из Нюрнберга XVI века.
- Пять настенных гобеленов, созданных в Брюсселе в эпоху Людовика XV. На них изображены сцены охоты: на оленя, на кабана, на зайца, на волка, на лисицу.
- Скульптурная группа: Богоматерь Милосердия со святым Иоанном и святой Марией Магдалиной (XV век).
- Статуя Пьета, называемая «Большой Пьетой». Из полихромного и позолоченного дерева. Создана в XV веке.
- Статуя Пьета, называемая «Малой Пьетой». Также из полихромного и позолоченного дерева, XV век.
- Статуя Девы Марии. Полихромное дерево. Время создания — XIII—XIV века.
- Сундук с корлевским гербом Франции. XV века.
- Серия картин, включающая изображение церкви Нотр-Дам-де-Льесс в революционный период[4].

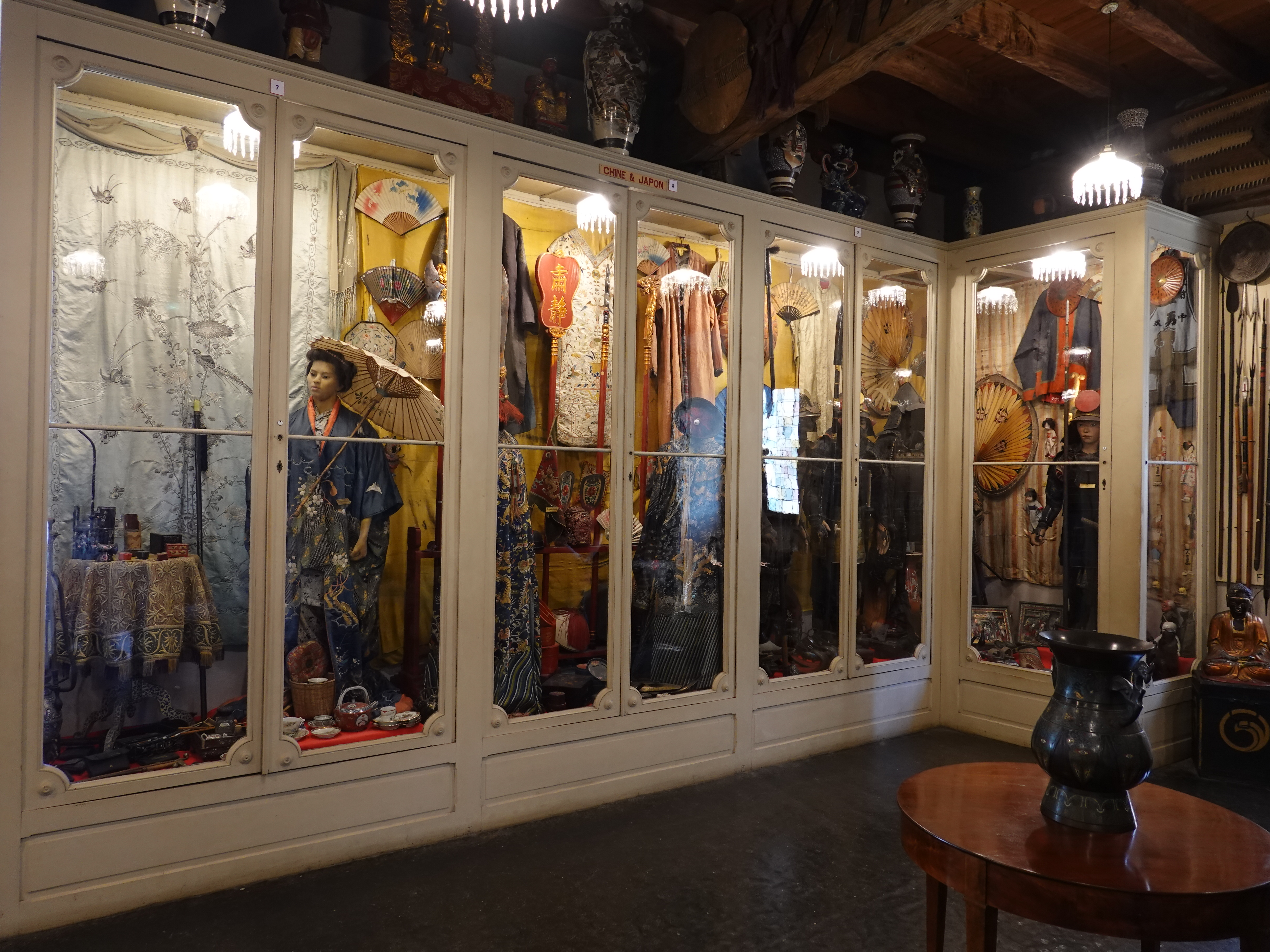
Коллекция артефактов с Дальнего Востока

По просьбе руководства Дирекции регионального управления культуры (DRAC), инспектор по культурному наследию и архитектуре Министерства культуры Брюно Сонье составил подробный отчёт по итогам своего визита в замок Монтротье (опубликован 6 декабря 2023 года). В этом документе после инвентарного списка следуют некоторые рекомендация. Например, в качестве приоритетной задачи предлагается постепенное обновление коллекции. Комитет DRAC на сво`м заседании в феврале 2024 года утвердил настоящий отчет и постановил поручить его реализацию группе специалистов.

### Парк и сады

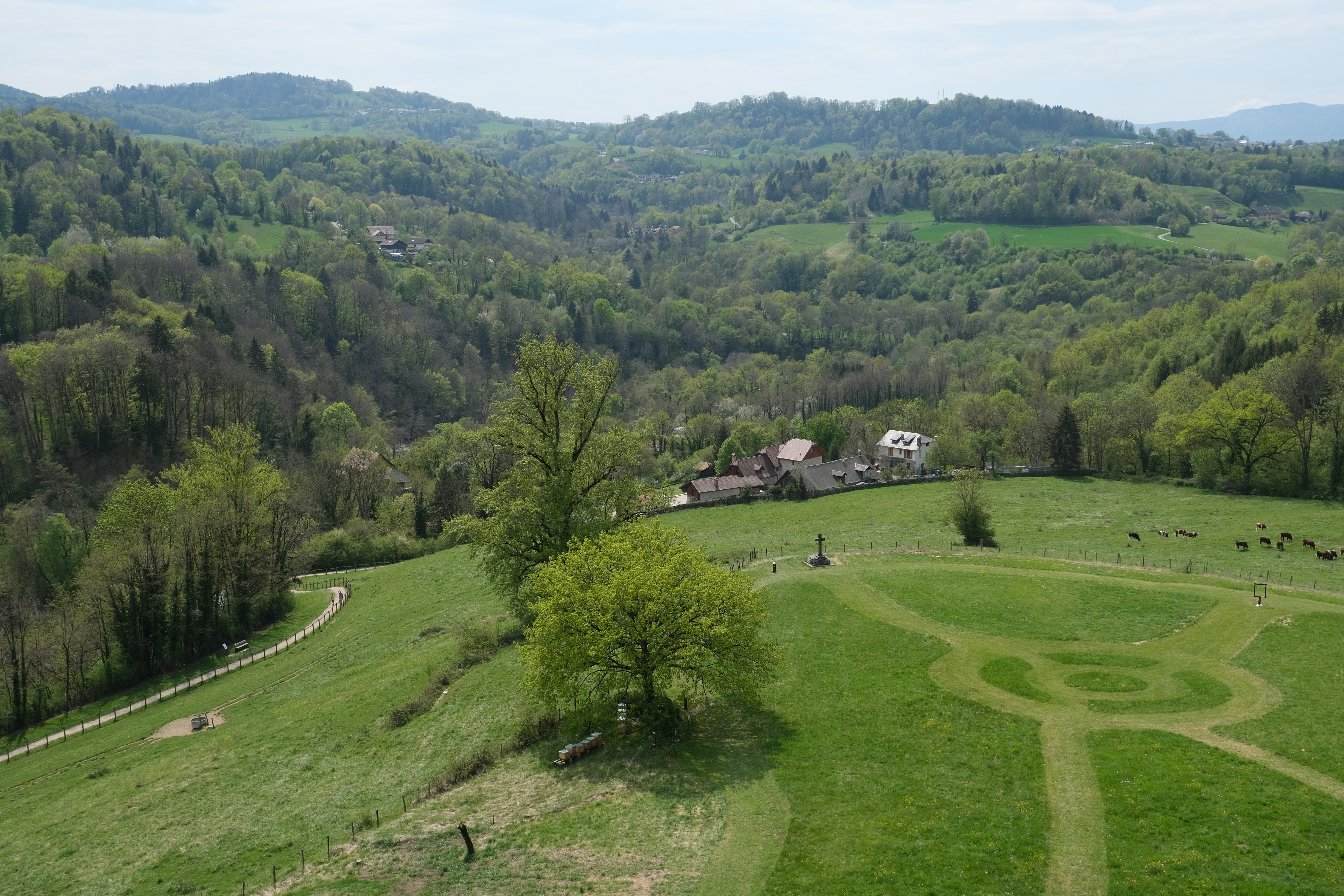
Замковый парк

В те времена, когда замком владела семья Роше (1839—1876), при содействии ландшафтного архитектора Франсиса Делиможа были обустроены террасы, смонтированы теплицы (не сохранились к настоящее времени) и три последовательных сада на каждом уровне. Для сохранения этой части комплекса руководство Академии Флоримонтана тесно сотрудничает с Ассоциацией архитекторов зданий Франции.

## Современное использование
Замок Монтротье и окружающий его парк доступны для посещения круглый год. Проводятся коллективные и индивидуальные экскурсии. Одновременно проходят семинары, лекции и научные конференции, посвящённые теме культуры и исторического наследия.
В 2015 году в партнёрстве с Советом департамента Верхняя Савойя проектному бюро DECALOG из Гренобля было поручено провести исследование на тему «туристического и культурного позиционирования и перспектив развития для возрождения замка и поместья Монроттье». В этом отчёте сделан вывод о необходимости более профессионального подхода к деятельности учреждения. В итоге при Академии Флоримонтана в 2017 году появилась отдельная структура, сотрудники которой обладают всеми необходимыми навыками для управления объектом культурного наследия. В сезон наплыва туристов нанимается дополнительный персонал.
Значительное внимание уделяется проведению на территории парка семейных и детских праздников, конкурсов и фестивалей. Перед каждым сезоном (с 29 марта по 31 октября) готовится программа мероприятий, которые помогут привлечь семьи с детьми, школьников и студентов. По особой договорённости замок можно арендовать для проведения свадеб, юбилеев, торжеств и корпоративных мероприятий.

## Галерея

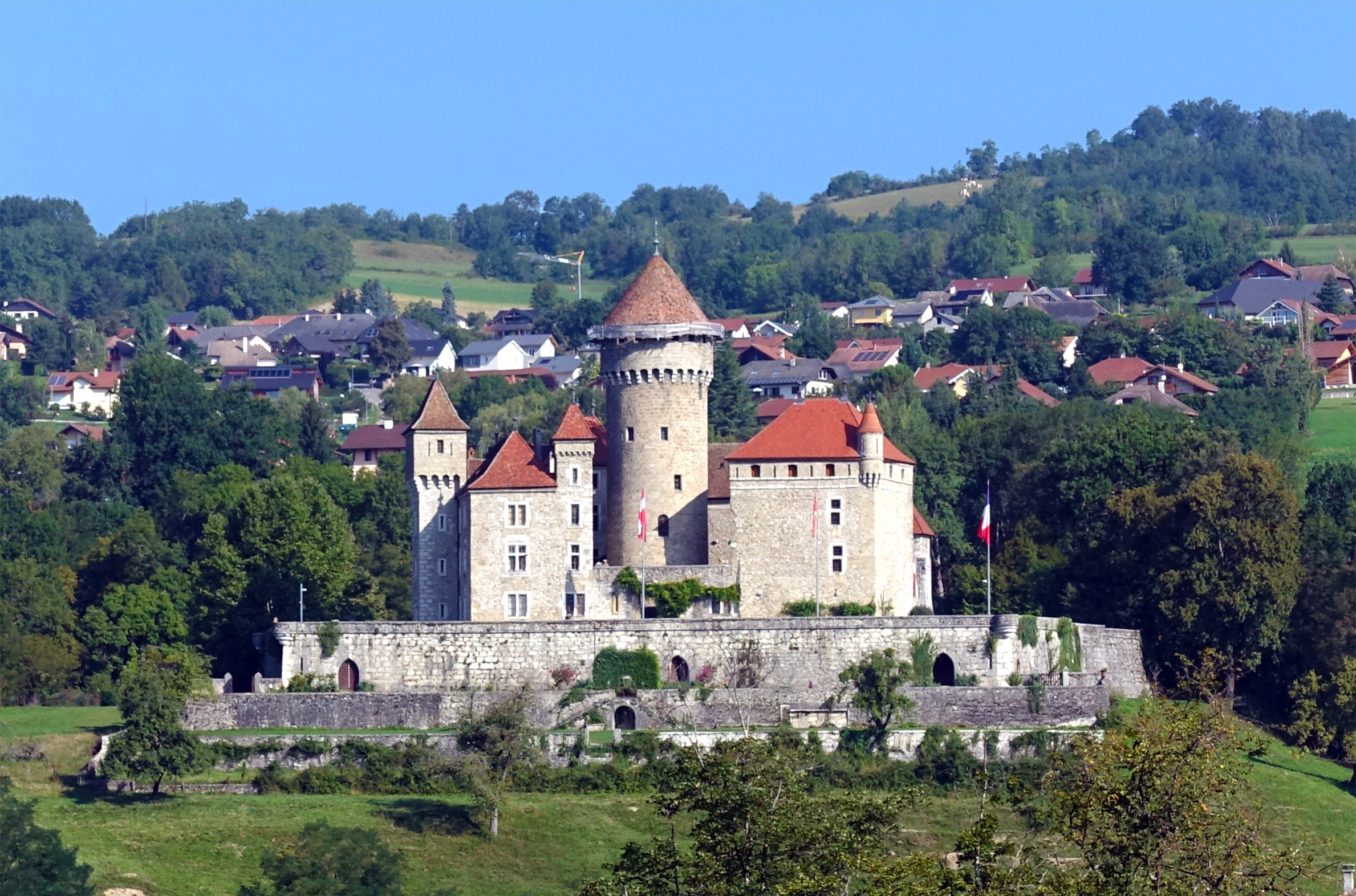
Вид замка на фоне окрестных поселений
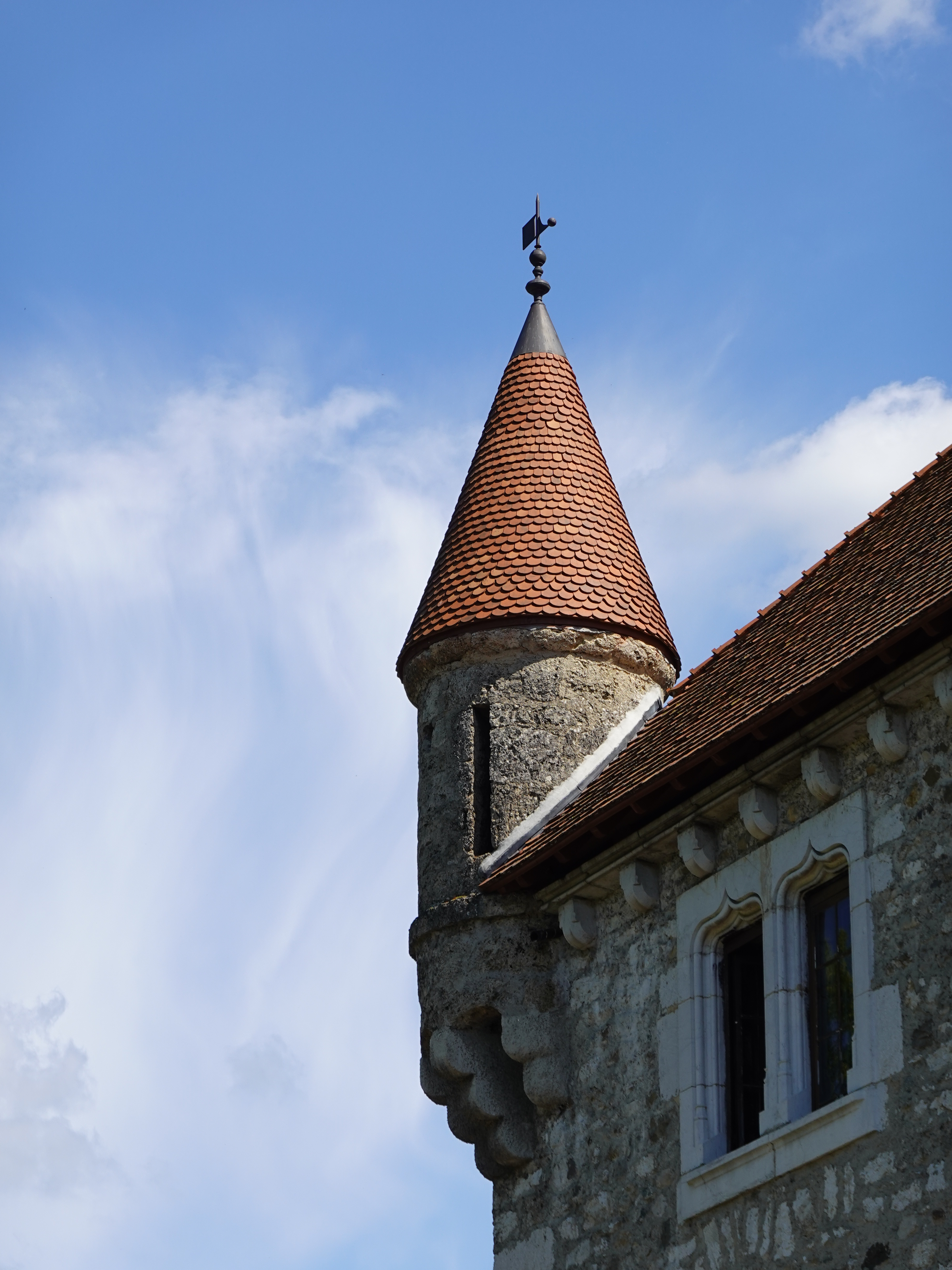
башенкой бартизаной на квадратной башне
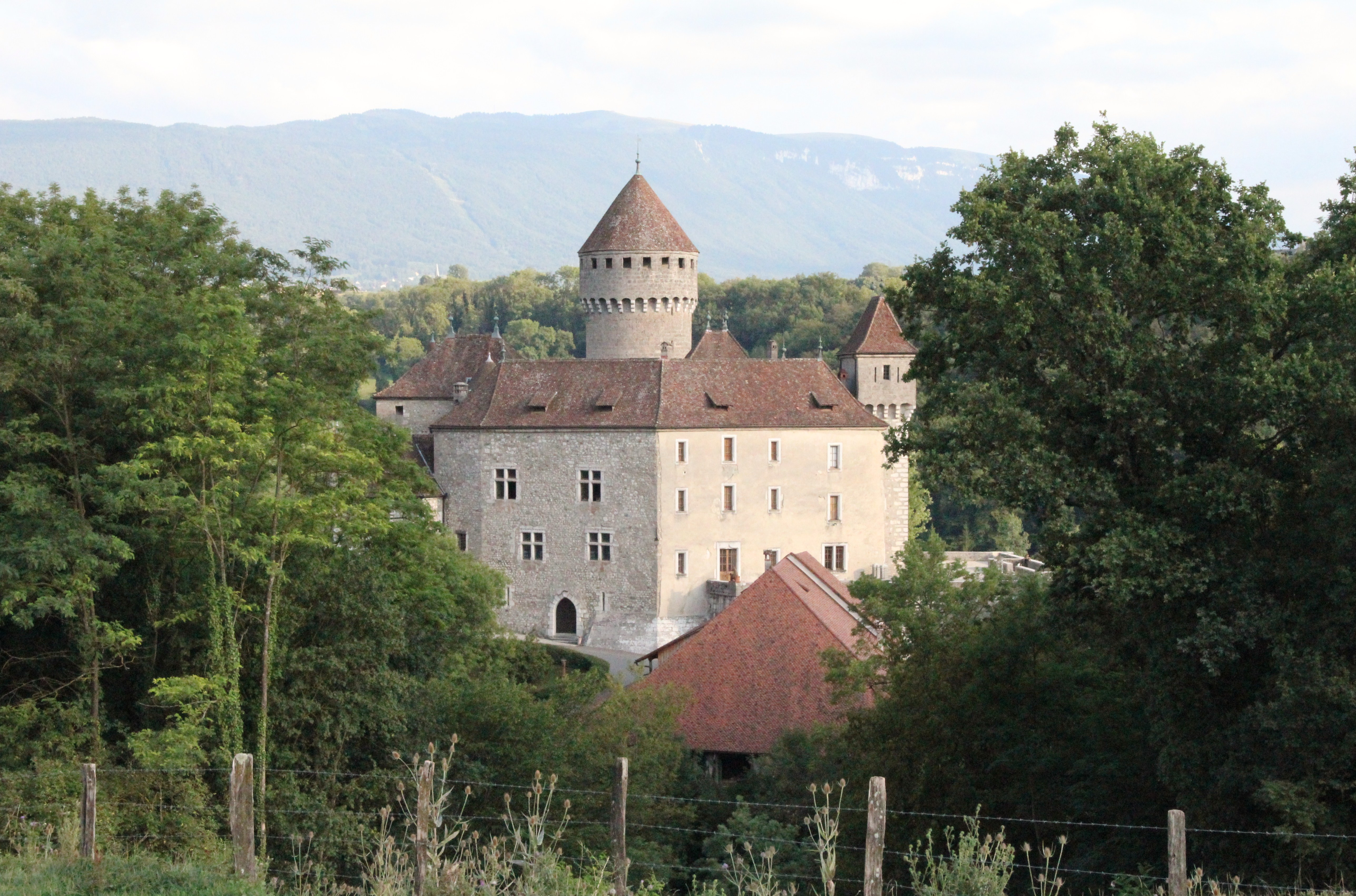
Вид «Графского корпуса» замка
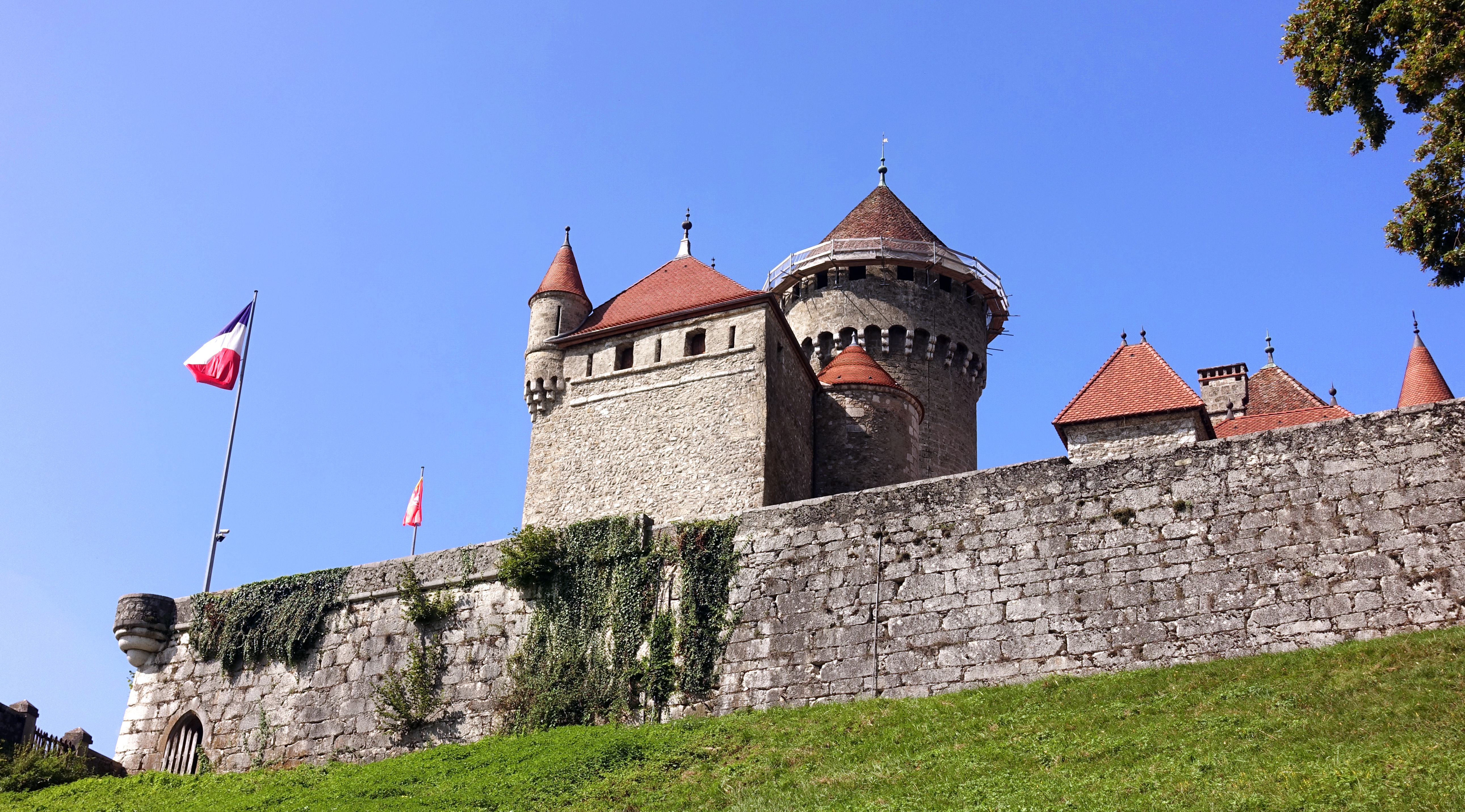
Вид на замок снизу
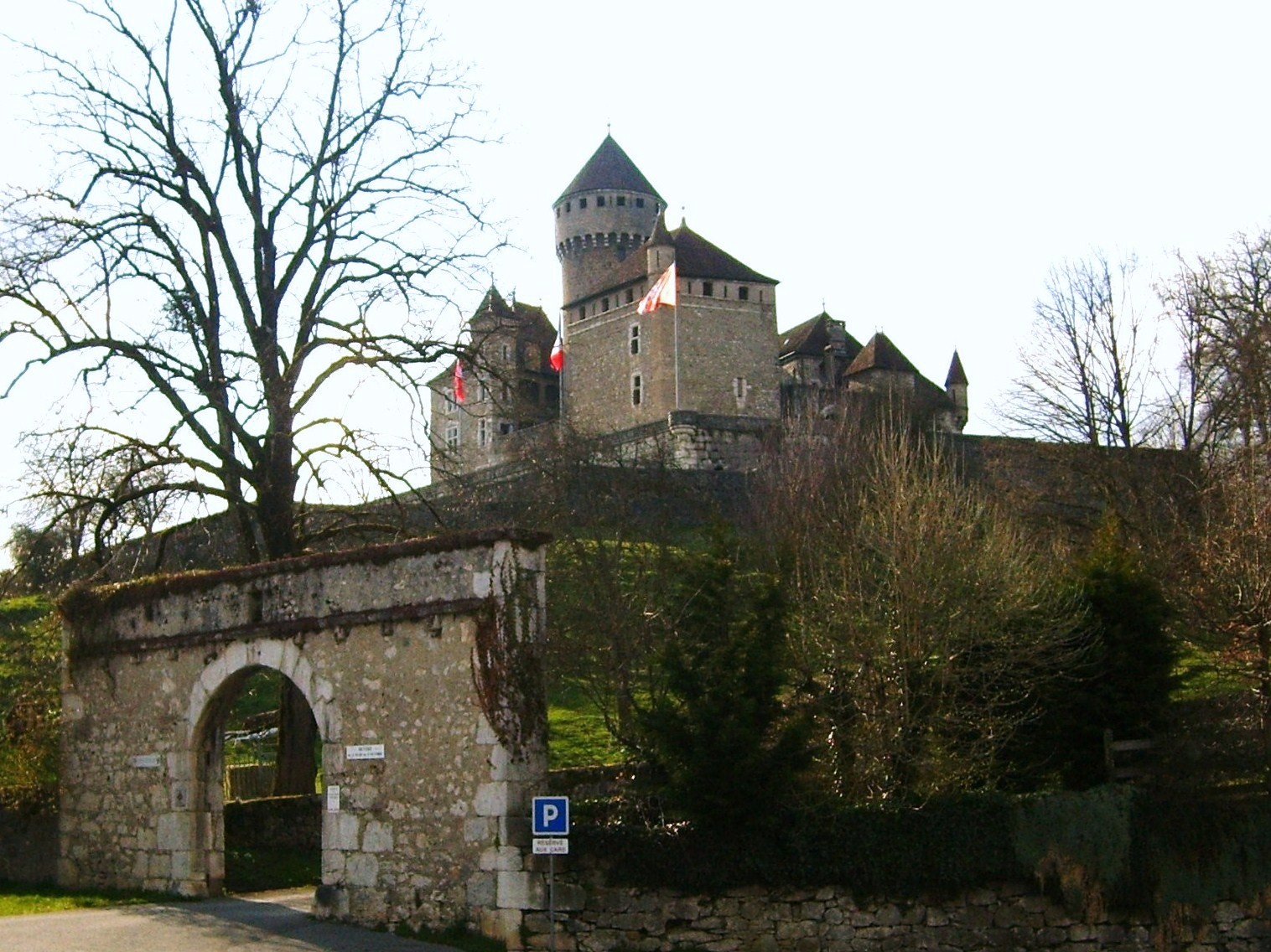
Внешние ворота замка